# Biathlon-Weltcup in Kontiolahti 2024/25
Der Weltcupauftakt der Biathlonsaison 2024/25 fand im finnischen Kontiolahti statt. Die Wettkämpfe im gleichnamigen Stadion, dem Veranstaltungsort zweier Weltmeisterschaften, wurden vom 27. November bis zum 8. Dezember 2024 ausgetragen. Es war das fünfte Mal, dass die Saisoneröffnung in Kontiolahti stattfand.
Anstatt eines Verfolgungswettkampfes wurden erstmals Massenstarts am ersten Standort der Saison absolviert; für diesen waren die besten 15 Athleten der Vorjahresgesamtwertung vorqualifiziert. Zudem wurde statt des gewohnten Einzels ein verkürzter Wettkampf über 15 respektive 12,5 Kilometer absolviert. Wie im Vorjahr streckte sich der Weltcupauftakt über zwei Wochenenden.

## Wettkampfprogramm
| Datum        | Männer    | Männer                    | Frauen                    | Frauen                    |
| ------------ | --------- | ------------------------- | ------------------------- | ------------------------- |
| Sa, 30.11.24 | 13:15 Uhr | Single-Mixed-Staffel      | Single-Mixed-Staffel      | Single-Mixed-Staffel      |
| Sa, 30.11.24 | 15:45 Uhr | Mixedstaffel (4 × 7,5 km) | Mixedstaffel (4 × 7,5 km) | Mixedstaffel (4 × 7,5 km) |
| So, 01.12.24 | 13:45 Uhr | Staffel (4 × 7,5 km)      | 17:25 Uhr                 | Staffel (4 × 6 km)        |
| Di, 03.12.24 | 16:20 Uhr | Kurzeinzel (15 km)        |                           |                           |
| Mi, 04.12.24 |           |                           | 16:20 Uhr                 | Kurzeinzel (12,5 km)      |
| Fr, 06.12.24 | 16:20 Uhr | Sprint (10 km)            |                           |                           |
| Sa, 07.12.24 |           |                           | 17:10 Uhr                 | Sprint (7,5 km)           |
| So, 08.12.24 | 14:30 Uhr | Massenstart (15 km)       | 17:10 Uhr                 | Massenstart (12,5 km)     |

## Teilnehmende Nationen und Athleten
Wenn Klammern um die Zahl der Athleten stehen, hat dies zur Bedeutung, dass vom entsprechenden Verband mehr Athleten für das Weltcupwochenende nominiert worden waren, als Startplätze in den Einzelrennen für die Nation zur Verfügung standen.
| Nation               | Anzahl               | Athlet | Athletin |
| Europa (21 Nationen) | Europa (21 Nationen) | Europa (21 Nationen) | Europa (21 Nationen) |
| -------------------- | -------------------- | --- | --- |
| Belgien              | (4)+(4)              | César Beauvais, Florent Claude, Thierry Langer, Marek Mackels                                                                             | Eve Bouvard, Maya Cloetens, Rieke de Maeyer, Lotte Lie                                                                        |
| Bulgarien            | (4)+4                | Wladimir Iliew, Wassil Saschew, Blagoj Todew, Konstantin Wassilew                                                                         | Lora Christowa, Walentina Dimitrowa, Marija Sdrawkowa, Milena Todorowa                                                        |
| Deutschland          | 6+6                  | Philipp Horn, Johannes Kühn, Philipp Nawrath, Danilo Riethmüller, Justus Strelow, David Zobel                                             | Selina Grotian, Julia Kink, Franziska Preuß, Johanna Puff, Julia Tannheimer, Vanessa Voigt                                    |
| Estland              | (5)+(5)              | Robert Heldna, Mark-Markos Kehva, Yaroslav Neverov, Kristo Siimer, Rene Zahkna                                                            | Susan Külm, Regina Ermits, Hanna-Britta Kaasik, Johanna Talihärm, Tuuli Tomingas                                              |
| Finnland             | (6)+4                | Arttu Heikkinen, Olli Hiidensalo, Otto Invenius, Jonni Mukkala, Jaakko Ranta, Tero Seppälä                                                | Inka Hämäläinen, Venla Lehtonen, Sonja Leinamo, Suvi Minkkinen                                                                |
| Frankreich           | 6+7 1                | Émilien Claude, Fabien Claude, Quentin Fillon Maillet, Antonin Guigonnat, Émilien Jacquelin, Éric Perrot                                  | Justine Braisaz-Bouchet, Sophie Chauveau, Gilonne Guigonnat, Lou Jeanmonnot, Océane Michelon, Jeanne Richard, Julia Simon     |
| Griechenland         | 1                    | Apostolos Angelis | |
| Italien              | 6+4                  | Didier Bionaz, Patrick Braunhofer, Daniele Cappellari, Tommaso Giacomel, Lukas Hofer, Elia Zeni                                           | Hannah Auchentaller, Michela Carrara, Samuela Comola, Dorothea Wierer                                                         |
| Lettland             | 4+4                  | Renārs Birkentāls, Edgars Mise, Aleksandrs Patrijuks, Andrejs Rastorgujevs                                                                | Baiba Bendika, Sandra Buliņa, Sanita Buliņa, Annija Sabule                                                                    |
| Litauen              | (4)+3                | Karol Dombrovski, Maksim Fomin, Tomas Kaukėnas, Vytautas Strolia                                                                          | Natalija Kočergina, Judita Traubaitė, Lidia Žurauskaitė                                                                       |
| Moldau               | 3+3                  | Pawel Magasejew, Maxim Makarow, Michail Ussow                                                                                             | Alla Ghilenko, Aljona Makarowa, Alina Stremous                                                                                |
| Norwegen             | 7+6 1                | Johannes Thingnes Bø, Tarjei Bø, Vetle Sjåstad Christiansen, Johannes Dale-Skjevdal, Sturla Holm Lægreid, Vebjørn Sørum, Endre Strømsheim | Juni Arnekleiv, Emilie Ågheim Kalkenberg, Maren Kirkeeide, Karoline Offigstad Knotten, Gro Randby, Ingrid Landmark Tandrevold |
| Österreich           | 5+5                  | Simon Eder, Patrick Jakob, David Komatz, Felix Leitner, Fredrik Mühlbacher                                                                | Anna Gandler, Lisa Hauser, Kristina Oberthaler, Lea Rothschopf, Dunja Zdouc                                                   |
| Polen                | 4+5                  | Konrad Badacz, Jan Guńka, Andrzej Nędza-Kubiniec, Marcin Zawół                                                                            | Daria Gembicka, Joanna Jakieła, Anna Mąka, Natalia Sidorowicz, Kamila Żuk                                                     |
| Rumänien             | 4+3                  | George Buta, George Colțea, Raul Flore, Dmitri Schamajew                                                                                  | Andreea Mezdrea, Jelena Tschirkowa, Anastassija Tolmatschowa                                                                  |
| Schweden             | 6+6                  | Viktor Brandt, Anton Ivarsson, Jesper Nelin, Martin Ponsiluoma, Sebastian Samuelsson, Malte Stefansson                                    | Sara Andersson, Ella Halvarsson, Anna-Karin Heijdenberg, Anna Magnusson, Elvira Öberg, Hanna Öberg                            |
| Schweiz              | 5+5                  | Joscha Burkhalter, Jeremy Finello, Niklas Hartweg, Gion Stalder, Sebastian Stalder                                                        | Amy Baserga, Aita Gasparin, Elisa Gasparin, Lena Häcki-Groß, Lea Meier                                                        |
| Slowakei             | (4)+(4)              | Matej Badáň, Jakub Borguľa, Damián Cesnek, Tomáš Sklenárik                                                                                | Paulína Bátovská Fialková, Ema Kapustová, Mária Remeňová, Zuzana Remeňová                                                     |
| Slowenien            | 5+4                  | Miha Dovžan, Jakov Fak, Lovro Planko, Matic Repnik, Toni Vidmar                                                                           | Polona Klemenčič, Živa Klemenčič, Anamarija Lampič, Lena Repinc                                                               |
| Tschechien           | 5+5                  | Vítězslav Hornig, Michal Krčmář, Jonáš Mareček, Tomáš Mikyska, Jakub Štvrtecký                                                            | Lucie Charvátová, Markéta Davidová, Jessica Jislová, Kristýna Otcovská, Tereza Voborníková                                    |
| Ukraine              | (5)+(6)              | Anton Dudtschenko, Witalij Mandsyn, Dmytro Pidrutschnyj, Artem Tyschtschenko, Bohdan Zymbal                                               | Chrystyna Dmytrenko, Julija Dschyma, Olena Horodna, Anna Krywonos, Anastassija Merkuschyna, Oleksandra Merkuschyna            |
| Amerika (2 Nationen) |                      | | |
| Kanada               | (4)+4                | Haldan Borglum, Daniel Gilfillan, Logan Pletz, Adam Runnalls                                                                              | Emma Lunder, Nadia Moser, Pascale Paradis, Shilo Rousseau                                                                     |
| Vereinigte Staaten   | 4+4                  | Jake Brown, Sean Doherty, Maxime Germain, Campbell Wright                                                                                 | Grace Castonguay, Kelsey Dickinson, Margie Freed, Deedra Irwin                                                                |
| Asien (3 Nationen)   |                      | | |
| Kasachstan           | 4+(4)                | Kirill Bauer, Ässet Düissenow, Wladislaw Kirejew, Alexander Muchin                                                                        | Polina Jegorowa, Arina Krjukowa, Olga Poltaranina, Galina Wischnewskaja-Scheporenko                                           |
| Südkorea             | 3+(3)                | Choi Du-jin, Timofei Lapschin, Alexander Starodubez                                                                                       | Jekaterina Awwakumowa, Ko Eun-jung, Choi Yoo-nah                                                                              |
| Volksrepublik China  | 1+2                  | Yan Xingyuan | Meng Fanqi, Tang Jialin |
| Ozeanien (1 Nation)  |                      | | |
| Australien           | 1                    | | Darcie Morton |

## Ausgangslage und Änderungen
Im Voraus der Saison 2024/25 beschloss die Internationale Biathlon-Union mehrere, teils schwerwiegende, Regeländerungen. Diese finden sich im entsprechenden Hauptartikel. 

Als Weltcupgesamtsieger der vergangenen Saison gingen Johannes Thingnes Bø und Lisa Vittozzi an den Start. Letztere musste ihren Start in Kontiolahti eine Woche vor Start aufgrund anhaltender Rückenbeschwerden absagen. 

Nach der Vorsaison hatten unter anderem die Weltmeister und Olympiasieger Mona Brorsson, Benedikt Doll und Peppe Femling ihre Karriere beendet und traten damit nicht mehr an. Stina Nilsson war zurück zum Langlauf gewechselt und gehörte damit nicht mehr der Biathlonnationalmannschaft Schwedens an. Die Saison nicht bestreiten wird aufgrund ihrer Schwangerschaft Janina Hettich-Walz, im Gegenzug nahmen Paulína Bátovská Fialková und Milena Todorowa nach einer ebensolchen wieder an Wettkämpfen teil. Linn Gestblom, vormalig Persson, gab kurz vor Saisonstart bekannt, dass ihre im Februar 2024 operierte Schulter noch nicht vollständig verheilt sei und sie deshalb auf Wettkampfstarts im kompletten Winter 2024/25 verzichten werde.
Wie in jedem Jahr fanden auch 2024 sogenannte season openings in Idre und Sjusjøen statt. In Schweden wurden dabei jeweils ein verkürzter Einzelwettkampf – der gleichzeitig zur nationalen Meisterschaft zählte – und ein Sprint abgehalten. Während im Sprint die favorisierten Sebastian Samuelsson und Elvira Öberg siegreich waren, entschieden die Einzel Anna Magnusson und überraschend Witalij Mandsyn für sich. Schwedischer Meister wurde der Zweitplatzierte Jesper Nelin. Bei den Wettkämpfen in Norwegen siegte Ingrid Landmark Tandrevold sowie im Sprint als auch im Massenstart, bei letzterem Rennen rang sie dabei Maren Kirkeeide im Zielsprint nieder. Die Herrenrennen gingen an Vetle Sjåstad Christiansen und Endre Strømsheim.
Beide Nationen entschieden daraufhin auch, welche Athleten für das erste Weltcupwochenende nominiert sind. Der norwegische Verband entschied sich für Kalkenberg, Kirkeeide und Debütantin Gro Randby, bei den Herren bekam der Zweite des Sprints Vebjørn Sørum den letzten freien Platz.
Die deutsche Mannschaft hielt ihre Qualifikationsrennen wie üblich in Vuokatti ab, schlussendlich qualifizierten sich Zobel und Riethmüller bei den Herren sowie Kink, Grotian, Puff und Tannheimer bei den Frauen, womit zu einer deutlichen Verjüngung des Kaders beigetragen worden war. Weltcupsieger Roman Rees musste damit gleicherweise im IBU-Cup starten wie Sophia Schneider und Hanna Kebinger. Das österreichische Team veranstaltete in Obertilliach Qualifikationsbewerbe, an denen auch weitere, vornehmlich osteuropäische Nationen teilnahmen, und entschied sich mit Fabian Müllauer auch für einen Weltcupdebütanten, der Schweizer Verband veranstaltete zwei interne Wettkämpfe und selektierte die Starter hieraus. Müllauer musste seinen Start in der Woche vor Wettkampfbeginn allerdings krankheitsbedingt absagen und wurde durch Fredrik Mühlbacher, ebenso Debütant, ersetzt. Auch die Südtirolerin Rebecca Passler musste ihren Start absagen.

## Ergebnisse
| 1. Weltcup in Kontiolahti, 27. November bis 8. Dezember 2024 | 1. Weltcup in Kontiolahti, 27. November bis 8. Dezember 2024 | 1. Weltcup in Kontiolahti, 27. November bis 8. Dezember 2024                                       | 1. Weltcup in Kontiolahti, 27. November bis 8. Dezember 2024                   | 1. Weltcup in Kontiolahti, 27. November bis 8. Dezember 2024                                 |
| ------------------------------------------------------------ | ------------------------------------------------------------ | -------------------------------------------------------------------------------------------------- | ------------------------------------------------------------------------------ | -------------------------------------------------------------------------------------------- |
| Datum                                                        | Disziplin                                                    | Erster Platz                                                                                       | Zweiter Platz                                                                  | Dritter Platz                                                                                |
| 30. November 2024 (Sa.)                                      | Single-Mixed-Staffel                                         | SchwedenElla Halvarsson Sebastian Samuelsson                                                       | FrankreichJulia Simon Quentin Fillon Maillet                                   | DeutschlandVanessa Voigt Justus Strelow                                                      |
| 30. November 2024 (Sa.)                                      | Mixedstaffel (4 × 7,5 km)                                    | NorwegenKaroline Offigstad Knotten Ingrid Landmark Tandrevold Johannes Dale-Skjevdal Vebjørn Sørum | FrankreichLou Jeanmonnot Justine Braisaz-Bouchet Éric Perrot Émilien Jacquelin | SchwedenAnna Magnusson Elvira Öberg Jesper Nelin Martin Ponsiluoma                           |
| 1. Dezember 2024 (So.)                                       | Staffel (4 × 7,5 km)                                         | FrankreichFabien Claude Quentin Fillon Maillet Éric Perrot Émilien Jacquelin                       | NorwegenSturla Holm Lægreid Tarjei Bø Endre Strømsheim Johannes Thingnes Bø    | SchwedenViktor Brandt Jesper Nelin Martin Ponsiluoma Sebastian Samuelsson                    |
| 1. Dezember 2024 (So.)                                       | Staffel (4 × 6 km)                                           | SchwedenAnna Magnusson Sara Andersson Hanna Öberg Elvira Öberg                                     | FrankreichLou Jeanmonnot Justine Braisaz-Bouchet Sophie Chauveau Julia Simon   | NorwegenJuni Arnekleiv Karoline Offigstad Knotten Maren Kirkeeide Ingrid Landmark Tandrevold |
| 3. Dezember 2024 (Di.)                                       | Kurzeinzel (15 km)                                           | Endre Strømsheim                                                                                   | Johannes Thingnes Bø                                                           | Sturla Holm Lægreid                                                                          |
| 4. Dezember 2024 (Mi.)                                       | Kurzeinzel (12,5 km)                                         | Lou Jeanmonnot                                                                                     | Ella Halvarsson                                                                | Elvira Öberg                                                                                 |
| 6. Dezember 2023 (Fr.)                                       | Sprint (10 km)                                               | Émilien Jacquelin                                                                                  | Sebastian Samuelsson                                                           | Philipp Nawrath                                                                              |
| 7. Dezember 2023 (Sa.)                                       | Sprint (7,5 km)                                              | Markéta Davidová                                                                                   | Elvira Öberg                                                                   | Suvi Minkkinen                                                                               |
| 8. Dezember 2023 (So.)                                       | Massenstart (15 km)                                          | Éric Perrot                                                                                        | Quentin Fillon Maillet                                                         | Sturla Holm Lægreid                                                                          |
| 8. Dezember 2023 (So.)                                       | Massenstart (12,5 km)                                        | Elvira Öberg                                                                                       | Julia Simon                                                                    | Franziska Preuß                                                                              |

## Verlauf

### Mixed

#### Single-Mixed-Staffel
Start: Samstag, 30. November 2024, 13:15 Uhr
| Platz | Land               | Sportler                                  | Zeit        | Strafrunden + Nachlader             |
| ----- | ------------------ | ----------------------------------------- | ----------- | ----------------------------------- |
| 1     | Schweden           | Ella Halvarsson Sebastian Samuelsson      | 36:17,6 min | 0+0 0+2 / 0+0 0+1 0+0 0+0 / 0+1 0+0 |
| 2     | Frankreich         | Julia Simon Quentin Fillon Maillet        | +10,2       | 0+1 0+0 / 0+1 0+1 0+1 0+0 / 0+2 0+3 |
| 3     | Deutschland        | Vanessa Voigt Justus Strelow              | +10,2       | 0+2 0+1 / 0+0 0+0 0+0 0+0 / 0+1 0+0 |
| 4     | Österreich         | Lisa Hauser Simon Eder                    | +32,5       | 0+0 0+0 / 0+1 0+0 0+0 0+0 / 0+0 0+0 |
| 5     | Norwegen           | Juni Arnekleiv Vetle Sjåstad Christiansen | +51,2       | 0+3 0+2 / 0+1 1+3 0+2 0+0 / 0+0 0+0 |
| 6     | Slowenien          | Lena Repinc Jakov Fak                     | +59,0       | 0+0 0+0 / 0+0 0+1 0+3 0+0 / 0+0 0+0 |
| 7     | Schweiz            | Amy Baserga Sebastian Stalder             | +59,3       | 0+0 0+1 / 0+1 0+3 0+0 0+1 / 0+1 0+2 |
| 8     | Estland            | Regina Ermits Rene Zahkna                 | +1:12,3     | 0+0 0+0 / 0+0 0+2 0+2 0+1 / 0+1 0+1 |
| 9     | Ukraine            | Olena Horodna Artem Tyschtschenko         | +1:23,4     | 0+0 0+2 / 0+0 0+2 0+0 0+1 / 0+0 0+0 |
| 10    | Vereinigte Staaten | Deedra Irwin Maxime Germain               | +1:23,5     | 0+1 0+2 / 0+0 0+2 0+1 0+1 / 0+0 0+1 |
| 0     |                    |                                           |             |                                     |
| 17    | Italien            | Samuela Comola Lukas Hofer                | +2:56,9     | 0+0 0+2 / 0+1 0+2 0+2 0+1 / 0+0 1+3 |
| 19    | Belgien            | Eve Bouvard César Beauvais                | +3:06,4     | 0+0 0+2 / 0+0 0+1 0+0 0+2 / 0+0 0+3 |

Gemeldet und am Start: 24 Staffeln 
 Überrundet: 2
Im ersten Weltcupstaffelrennen ihrer Karriere gelang Ella Halvarsson an der Seite Sebastian Samuelssons der erste Sieg, dahinter setzte sich Fillon Maillet im Zielsprint gegen Strelow durch. Das beste Schießergebnis gelangen den viertplatzierten Österreichern, Norwegen belegte Rang fünf. Für Slowenien, Estland und Bulgarien (12. Rang) gab es gute Ergebnisse zu feiern, Italien hingegen enttäuschte auf ganzer Linie.

#### Mixedstaffel
Start: Samstag, 30. November 2024, 15:45 Uhr
| Platz | Land        | Sportler                                                                             | Zeit        | Strafrunden + Nachlader         |
| ----- | ----------- | ------------------------------------------------------------------------------------ | ----------- | ------------------------------- |
| 1     | Norwegen    | Karoline Offigstad Knotten Ingrid L. Tandrevold Johannes Dale-Skjevdal Vebjørn Sørum | 1:09:59,6 h | 0+0 0+0 0+0 0+1 0+1 0+3 0+3 0+2 |
| 2     | Frankreich  | Lou Jeanmonnot Justine Braisaz-Bouchet Éric Perrot Émilien Jacquelin                 | +0,8        | 0+0 0+2 0+0 0+1 0+0 0+0 0+0 0+1 |
| 3     | Schweden    | Anna Magnusson Elvira Öberg Jesper Nelin Martin Ponsiluoma                           | +21,5       | 0+0 0+1 0+2 0+0 0+0 0+1 0+3 0+0 |
| 4     | Deutschland | Johanna Puff Franziska Preuß Danilo Riethmüller Philipp Horn                         | +2:38,4     | 0+0 0+1 0+0 0+0 0+1 1+3 0+2 0+2 |
| 5     | Italien     | Dorothea Wierer Hannah Auchentaller Didier Bionaz Tommaso Giacomel                   | +2:43,4     | 0+0 0+0 0+0 0+0 0+2 1+3 0+0 0+3 |
| 6     | Ukraine     | Chrystyna Dmytrenko Julija Dschyma Anton Dudtschenko Witalij Mandsyn                 | +3:38,9     | 0+1 0+0 0+1 0+0 0+0 0+2 0+0 0+2 |
| 7     | Finnland    | Venla Lehtonen Inka Hämäläinen Tero Seppälä Olli Hiidensalo                          | +4:07,7     | 0+1 0+0 0+1 0+2 0+0 1+3 0+1 0+1 |
| 8     | Tschechien  | Jessica Jislová Markéta Davidová Jonáš Mareček Michal Krčmář                         | +4:08,7     | 0+1 0+1 0+1 1+3 1+3 0+3 0+0 0+0 |
| 9     | Polen       | Joanna Jakieła Kamila Żuk Konrad Badacz Jan Guńka                                    | +4:09,5     | 0+0 0+1 0+2 0+2 0+0 0+1 0+3 0+1 |
| 10    | Belgien     | Lotte Lie Maya Cloetens Thierry Langer Florent Claude                                | +4:33,5     | 0+1 0+0 0+0 0+3 0+3 1+3 0+0 0+3 |
| 11    | Österreich  | Dunja Zdouc Lea Rothschopf Felix Leitner David Komatz                                | +4:46,4     | 0+1 0+0 0+1 0+1 0+0 0+2 0+0 0+1 |
| 12    | Schweiz     | Elisa Gasparin Lena Häcki-Groß Jeremy Finello Niklas Hartweg                         | +5:01,8     | 0+1 0+2 0+0 2+3 0+3 1+3 0+1 0+2 |

Gemeldet und am Start: 24 Nationen 
 Überrundet: 8
In einem Wettkampf, der eigentlich von einem weit gestreckten Athletenfeld geprägt war, setzte sich die norwegische Mannschaft erst im Zielsprint gegen Frankreich durch. Maßgeblich dafür war eine extrem starke Schlussrunde von Vebjørn Sørum, der einen Rückstand von knapp 15 Sekunden auf Émilien Jacquelin aufholte. Schweden führte das Rennen lange Zeit an und belegte am Ende Rang drei. Für Nationen wie Finnland, Polen und Belgien resultierten Top-10-Ergebnisse, Deutschland und Italien hatten spätestens nach der einen jeweils geschossenen Strafrunde keine Chance auf einen Podestplatz. Auch die Schweiz, Slowenien (18.) und die USA (24.) konnten alles andere als überzeugen.

### Staffel

#### Männer
Start: Sonntag, 1. Dezember 2024, 13:45 Uhr
| Platz | Land               | Sportler                                                            | Zeit        | Strafrunden + Nachlader         |
| ----- | ------------------ | ------------------------------------------------------------------- | ----------- | ------------------------------- |
| 1     | Frankreich         | Fabien Claude Quentin Fillon Maillet Éric Perrot Émilien Jacquelin  | 1:18:24,4 h | 0+0 0+0 0+0 0+0 0+0 0+2         |
| 2     | Norwegen           | Sturla Holm Lægreid Tarjei Bø Endre Strømsheim Johannes Thingnes Bø | +25,8       | 0+0 0+0 0+1 0+0 0+0 0+1 0+1 0+0 |
| 3     | Schweden           | Viktor Brandt Jesper Nelin Martin Ponsiluoma Sebastian Samuelsson   | +1:37,8     | 0+1 0+2 0+1 0+2 0+2 0+0 0+0 0+2 |
| 4     | Deutschland        | David Zobel Johannes Kühn Philipp Nawrath Philipp Horn              | +2:03,9     | 0+0 0+0 0+0 0+2 0+0 0+3 0+1 1+3 |
| 5     | Finnland           | Jaakko Ranta Olli Hiidensalo Tero Seppälä Otto Invenius             | +2:46,4     | 0+1 0+0 0+1 0+1 0+0 0+0 0+1 0+0 |
| 6     | Vereinigte Staaten | Campbell Wright Maxim Germain Jake Brown Sean Doherty               | +2:58,6     | 0+1 0+0 0+2 0+2 0+0 0+2         |
| 7     | Ukraine            | Bohdan Zymbal Dmytro Pidrutschnyj Anton Dudtschenko Witalij Mandsyn | +3:24,7     | 0+1 0+2 0+0 0+1 0+0 1+3         |
| 8     | Schweiz            | Sebastian Stalder Joscha Burkhalter Jeremy Finello Niklas Hartweg   | +3:29,6     | 0+1 0+0 0+2 0+3 0+1 0+2 0+2 0+1 |
| 9     | Österreich         | David Komatz Simon Eder Felix Leitner Patrick Jakob                 | +3:39,6     | 0+0 0+2 0+0 0+0 0+1 0+0 0+1 0+3 |
| 10    | Italien            | Elia Zeni Tommaso Giacomel Didier Bionaz Lukas Hofer                | +4:15,4     | 0+0 0+1 0+0 0+0 1+3 0+2 0+3 0+2 |
| 0     |                    |                                                                     |             |                                 |
| 14    | Belgien            | Florent Claude Thierry Langer César Beauvais Marek Mackels          | +6:08,7     | 0+0 0+1 0+2 0+0 0+1 0+2 0+2 1+3 |

Gemeldet und am Start: 22 Staffeln 
 Überrundet: 7

#### Frauen
Start: Sonntag, 1. Dezember 2024, 17:25 Uhr
| Platz | Land        | Sportler                                                                             | Zeit        | Strafrunden + Nachlader         |
| ----- | ----------- | ------------------------------------------------------------------------------------ | ----------- | ------------------------------- |
| 1     | Schweden    | Anna Magnusson Sara Andersson Hanna Öberg Elvira Öberg                               | 1:17:09,9 h | 0+0 0+1 0+0 1+3 0+0 0+0 0+2 0+0 |
| 2     | Frankreich  | Lou Jeanmonnot Justine Braisaz-Bouchet Sophie Chauveau Julia Simon                   | +29,0       | 0+0 0+0 0+2 0+3 0+0 0+1 0+0 1+3 |
| 3     | Norwegen    | Juni Arnekleiv Karoline Offigstad Knotten Maren Kirkeeide Ingrid Landmark Tandrevold | +36,2       | 0+0 0+1 1+3 0+1 0+1 0+0 0+0 0+2 |
| 4     | Italien     | Samuela Comola Dorothea Wierer Hannah Auchentaller Michela Carrara                   | +1:22,5     | 0+1 0+0 0+0 0+0 0+0 0+1 0+0 0+1 |
| 5     | Österreich  | Dunja Zdouc Anna Gandler Lea Rothschopf Lisa Hauser                                  | +2:20,4     | 0+0 0+1 0+2 0+1 0+0 0+2 0+0 0+1 |
| 6     | Polen       | Natalia Sidorowicz Kamila Żuk Anna Mąka Joanna Jakieła                               | +2:32,3     | 0+0 0+0 0+1 1+3 0+1 0+2 0+0 0+3 |
| 7     | Deutschland | Johanna Puff Julia Tannheimer Julia Kink Vanessa Voigt                               | +2:51,2     | 0+1 0+0 0+3 0+1 0+0 0+3 0+0 1+3 |
| 8     | Finnland    | Suvi Minkkinen Venla Lehtonen Inka Hämäläinen Sonja Leinamo                          | +2:51,6     | 0+0 0+2 0+0 0+0 0+0 1+3 0+3 0+3 |
| 9     | Tschechien  | Jessica Jislová Markéta Davidová Tereza Voborníková Lucie Charvátová                 | +3:00,1     | 0+1 0+0 0+0 0+1 0+2 0+1 0+2 2+3 |
| 10    | Estland     | Regina Ermits Tuuli Tomingas Susan Külm Johanna Talihärm                             | +3:18,8     | 0+0 0+0 0+0 0+2 0+0 0+0 0+1 0+2 |
| 0     |             |                                                                                      |             |                                 |
| 12    | Schweiz     | Amy Baserga Elisa Gasparin Aita Gasparin Lena Häcki-Groß                             | +4:19,9     | 0+0 0+0 0+1 0+1 0+1 0+0 0+3 1+3 |
| 13    | Belgien     | Lotte Lie Maya Cloetens Eve Bouvard Rieke de Maeyer                                  | +4:40,4     | 0+0 0+1 0+0 0+2 0+2 0+1 0+1 0+0 |

Gemeldet und am Start: 19 Nationen 
 Überrundet: 2 
 Nicht beendet:  Bulgarien

### Kurzeinzel

#### Männer
Start: Dienstag, 3. Dezember 2024, 16:20 Uhr
| Platz | Sportler               | Zeit        | Schießfehler |
| ----- | ---------------------- | ----------- | ------------ |
| 1     | Endre Strømsheim       | 38:08,8 min | 0+0+0+0      |
| 2     | Johannes Thingnes Bø   | +3,0        | 0+1+0+0      |
| 3     | Sturla Holm Lægreid    | +24,2       | 0+0+0+0      |
| 4     | Witalij Mandsyn        | +1:03,9     | 0+0+0+0      |
| 5     | Quentin Fillon Maillet | +1:10,7     | 1+0+1+0      |
| 6     | Éric Perrot            | +1:22,6     | 0+0+0+1      |
| 7     | Jakov Fak              | +1:42,5     | 0+0+1+0      |
| 8     | Fabien Claude          | +1:44,5     | 0+0+1+1      |
| 9     | Thierry Langer         | +1:47,4     | 0+0+1+0      |
| 10    | Dmytro Pidrutschnyj    | +1:49,4     | 0+0+0+1      |
| 0     |                        |             |              |
| 12    | Joscha Burkhalter      | +1:50,6     | 1+0+0+0      |
| 13    | Simon Eder             | +1:54,9     | 0+0+0+0      |
| 17    | Niklas Hartweg         | +2:15,5     | 0+0+0+2      |
| 21    | Lukas Hofer            | +2:25,1     | 0+0+0+1      |
| 22    | Philipp Nawrath        | +2:49,2     | 0+2+0+1      |
| 29    | Tommaso Giacomel       | +3:08,3     | 0+2+0+2      |
| 30    | Danilo Riethmüller     | +3:08,4     | 0+1+1+1      |
| 32    | Philipp Horn           | +3:10,2     | 0+1+0+2      |
| 36    | Florent Claude         | +3:26,3     | 1+0+1+0      |
| 38    | Didier Bionaz          | +3:33,8     | 1+1+1+1      |
| 40    | Felix Leitner          | +3:44,9     | 0+0+0+3      |
| 45    | David Komatz           | +4:04,8     | 0+1+1+0      |
| 51    | César Beauvais         | +4:15,4     | 0+0+0+1      |
| 53    | Patrick Braunhofer     | +4:21,0     | 0+3+0+0      |
| 54    | Johannes Kühn          | +4:22,7     | 1+1+0+3      |
| 58    | Daniele Cappellari     | +4:31,4     | 0+2+1+0      |
| 60    | David Zobel            | +4:38,7     | 0+3+1+0      |
| 62    | Fredrik Mühlbacher     | +4:39,9     | 0+0+0+2      |
| 65    | Sebastian Stalder      | +4:49,7     | 0+1+0+2      |
| 75    | Elia Zeni              | +5:40,7     | 0+1+1+3      |
| 81    | Justus Strelow         | +5:47,2     | 3+2+1+0      |
| 82    | Jeremy Finello         | +5:56,4     | 1+3+0+4      |
| 83    | Patrick Jakob          | +6:09,3     | 0+1+1+2      |

Gemeldet: 104 
 Nicht am Start:  Tomáš Mikyska

#### Frauen
Start: Mittwoch, 4. Dezember 2024, 16:20 Uhr
| Platz | Sportler            | Zeit        | Schießfehler |
| ----- | ------------------- | ----------- | ------------ |
| 1     | Lou Jeanmonnot      | 35:52,3 min | 0+0+0+0      |
| 2     | Ella Halvarsson     | +12,3       | 0+1+0+0      |
| 3     | Elvira Öberg        | +56,4       | 0+1+1+1      |
| 4     | Natalia Sidorowicz  | +1:08,2     | 0+0+0+0      |
| 5     | Franziska Preuß     | +1:09,6     | 0+1+0+1      |
| 6     | Lisa Hauser         | +1:23,0     | 0+1+0+0      |
| 7     | Océane Michelon     | +1:39,9     | 0+0+0+2      |
| 8     | Regina Ermits       | +1:42,1     | 0+0+0+0      |
| 9     | Vanessa Voigt       | +1:45,0     | 0+0+1+0      |
| 10    | Suvi Minkkinen      | +1:50,9     | 0+0+0+1      |
| 0     |                     |             |              |
| 13    | Samuela Comola      | +2:15,4     | 0+0+0+1      |
| 16    | Lotte Lie           | +2:23,1     | 1+0+1+0      |
| 19    | Amy Baserga         | +2:34,0     | 0+0+0+1      |
| 23    | Lea Meier           | +2:43,4     | 0+0+0+1      |
| 26    | Lena Häcki-Groß     | +2:52,2     | 0+1+0+1      |
| 35    | Anna Gandler        | +3:29,6     | 0+2+0+1      |
| 36    | Elisa Gasparin      | +3:29,8     | 0+1+1+0      |
| 37    | Eve Bouvard         | +3:31,4     | 0+0+1+1      |
| 43    | Hannah Auchentaller | +3:42,8     | 1+0+0+2      |
| 46    | Maya Cloetens       | +3:52,6     | 0+1+0+2      |
| 48    | Lea Rothschopf      | +3:55,7     | 1+0+0+1      |
| 50    | Selina Grotian      | +4:04,4     | 1+0+2+1      |
| 51    | Dorothea Wierer     | +4:07,5     | 1+1+1+2      |
| 57    | Julia Tannheimer    | +4:23,6     | 1+1+2+1      |
| 61    | Dunja Zdouc         | +4:38,8     | 0+1+1+1      |
| 65    | Julia Kink          | +5:01,8     | 2+1+1+1      |
| 68    | Kristina Oberthaler | +5:08,1     | 1+0+0+0      |
| 74    | Johanna Puff        | +5:30,2     | 0+3+0+1      |
| 79    | Aita Gasparin       | +5:51,6     | 1+2+2+1      |
| 91    | Michela Carrara     | +7:22,1     | 2+2+3+2      |

Gemeldet: 104 
 Nicht am Start: 2

### Sprint

#### Männer
Start: Freitag, 6. Dezember 2024, 16:20 Uhr
| Platz | Sportler                   | Zeit        | Schießfehler |
| ----- | -------------------------- | ----------- | ------------ |
| 1     | Émilien Jacquelin          | 23:03,1 min | 0+0          |
| 2     | Sebastian Samuelsson       | +18,9       | 0+1          |
| 3     | Philipp Nawrath            | +25,1       | 0+0          |
| 4     | Campbell Wright            | +29,1       | 0+0          |
| 5     | Johannes Thingnes Bø       | +51,0       | 2+0          |
| 6     | Vetle Sjåstad Christiansen | +54,7       | 0+1          |
| 7     | Tarjei Bø                  | +57,1       | 0+1          |
| 8     | Vebjørn Sørum              | +58,6       | 1+1          |
| 9     | Sturla Holm Lægreid        | +59,6       | 1+0          |
| 10    | Antonin Guigonnat          | +1:07,7     | 0+1          |
| 0     |                            |             |              |
| 12    | Didier Bionaz              | +1:10,5     | 1+0          |
| 13    | Tommaso Giacomel           | +1:12,6     | 1+1          |
| 17    | Philipp Horn               | +1:19,0     | 2+0          |
| 19    | Johannes Kühn              | +1:20,3     | 0+2          |
| 21    | Danilo Riethmüller         | +1:21,5     | 0+1          |
| 25    | Jeremy Finello             | +1:25,0     | 0+2          |
| 28    | Sebastian Stalder          | +1:30,5     | 0+0          |
| 29    | Justus Strelow             | +1:31,8     | 0+1          |
| 33    | Daniele Cappellari         | +1:40,9     | 0+0          |
| 37    | Thierry Langer             | +1:50,8     | 1+1          |
| 42    | David Komatz               | +1:56,0     | 0+0          |
| 45    | Florent Claude             | +1:59,8     | 1+0          |
| 48    | Lukas Hofer                | +2:04,7     | 2+0          |
| 48    | Joscha Burkhalter          | +2:04,7     | 0+1          |
| 50    | Patrick Braunhofer         | +2:05,4     | 1+0          |
| 56    | Felix Leitner              | +2:15,1     | 1+0          |
| 57    | Niklas Hartweg             | +2:18,7     | 1+2          |
| 62    | David Zobel                | +2:28,7     | 1+3          |
| 74    | Patrick Jakob              | +2:53,2     | 1+1          |
| 81    | Gion Stalder               | +3:10,1     | 0+0          |
| 82    | Fredrik Mühlbacher         | +3:11,3     | 0+2          |
| 84    | Elia Zeni                  | +3:11,9     | 2+1          |
| 90    | Simon Eder                 | +3:30,8     | 0+4          |
| 98    | César Beauvais             | +4:10,3     | 0+3          |

Gemeldet und am Start: 106

#### Frauen
Start: Samstag, 7. Dezember 2024, 17:10 Uhr
| Platz | Sportler                   | Zeit        | Schießfehler |
| ----- | -------------------------- | ----------- | ------------ |
| 1     | Markéta Davidová           | 20:39,7 min | 0+0          |
| 2     | Elvira Öberg               | +8,8        | 0+2          |
| 3     | Suvi Minkkinen             | +11,9       | 0+0          |
| 4     | Franziska Preuß            | +12,0       | 0+1          |
| 5     | Karoline Offigstad Knotten | +15,3       | 0+0          |
| 6     | Julia Tannheimer           | +21,1       | 0+0          |
| 7     | Sara Andersson             | +28,9       | 0+0          |
| 8     | Lisa Hauser                | +29,6       | 0+0          |
| 9     | Lena Häcki-Groß            | +30,8       | 0+0          |
| 10    | Océane Michelon            | +31,7       | 0+1          |
| 11    | Dorothea Wierer            | +33,2       | 0+1          |
| 0     |                            |             |              |
| 18    | Aita Gasparin              | +52,6       | 0+0          |
| 19    | Anna Gandler               | +54,2       | 0+1          |
| 22    | Michela Carrara            | +57,9       | 0+1          |
| 23    | Maya Cloetens              | +58,7       | 0+1          |
| 25    | Hannah Auchentaller        | +1:01,5     | 0+0          |
| 28    | Lotte Lie                  | +1:05,9     | 0+1          |
| 35    | Elisa Gasparin             | +1:18,9     | 0+1          |
| 36    | Samuela Comola             | +1:19,7     | 0+1          |
| 37    | Vanessa Voigt              | +1:20,1     | 0+2          |
| 39    | Amy Baserga                | +1:20,9     | 0+1          |
| 39    | Dunja Zdouc                | +1:20,9     | 0+0          |
| 46    | Julia Kink                 | +1:29,9     | 2+0          |
| 48    | Selina Grotian             | +1:33,3     | 3+1          |
| 58    | Lea Rothschopf             | +1:52,4     | 1+0          |
| 61    | Eve Bouvard                | +2:00,4     | 0+2          |
| 88    | Lea Meier                  | +3:17,3     | 2+2          |
| 98    | Kristina Oberthaler        | +3:59,3     | 1+1          |
| DNS   | Johanna Puff               |             |              |

Gemeldet: 104 
 Nicht am Start: 4

### Massenstart

#### Männer
Start: Sonntag, 8. Dezember 2024, 14:30 Uhr
| Platz | Sportler                   | Zeit        | Schießfehler |
| ----- | -------------------------- | ----------- | ------------ |
| 1     | Éric Perrot                | 37:12,9 min | 0+1+0+0      |
| 2     | Quentin Fillon Maillet     | +9,1        | 1+1+1+0      |
| 3     | Sturla Holm Lægreid        | +11,5       | 0+1+0+1      |
| 4     | Danilo Riethmüller         | +17,7       | 0+0+0+1      |
| 5     | Vebjørn Sørum              | +34,6       | 1+0+1+1      |
| 6     | Vetle Sjåstad Christiansen | +45,4       | 0+0+1+1      |
| 7     | Endre Strømsheim           | +46,1       | 0+0+2+0      |
| 8     | Tarjei Bø                  | +47,1       | 0+0+2+0      |
| 9     | Johannes Thingnes Bø       | +49,4       | 1+0+2+1      |
| 10    | Sebastian Samuelsson       | +1:00,5     | 1+1+1+2      |
| 11    | Justus Strelow             | +1:08,8     | 0+1+1+1      |
| 0     |                            |             |              |
| 16    | Thierry Langer             | +1:32,0     | 0+1+1+0      |
| 17    | Philipp Nawrath            | +1:41,8     | 1+0+2+2      |
| 22    | Johannes Kühn              | +2:11,5     | 0+1+3+2      |
| 23    | Tommaso Giacomel           | +2:12,5     | 1+0+4+2      |
| 25    | Philipp Horn               | +2:31,6     | 1+2+1+2      |
| 28    | Didier Bionaz              | +3:09,6     | 1+0+2+4      |
| 29    | Simon Eder                 | +3:13,0     | 0+0+1+2      |
| 30    | Joscha Burkhalter          | +3:33,1     | 1+1+1+1      |

Gemeldet und am Start: 30

#### Frauen
Start: Sonntag, 8. Dezember 2024, 17:10 Uhr
| Platz | Sportler                | Zeit        | Schießfehler |
| ----- | ----------------------- | ----------- | ------------ |
| 1     | Elvira Öberg            | 35:58,6 min | 1+1+0+0      |
| 2     | Julia Simon             | +16,2       | 1+1+0+0      |
| 3     | Franziska Preuß         | +19,1       | 1+0+0+1      |
| 4     | Vanessa Voigt           | +19,9       | 0+0+0+0      |
| 5     | Julia Tannheimer        | +20,1       | 0+1+0+0      |
| 6     | Dorothea Wierer         | +25,3       | 0+0+0+1      |
| 7     | Anna Magnusson          | +25,4       | 0+0+0+0      |
| 8     | Lou Jeanmonnot          | +36,7       | 1+0+1+0      |
| 9     | Justine Braisaz-Bouchet | +55,9       | 0+0+2+1      |
| 10    | Markéta Davidová        | +56,6       | 2+0+0+1      |
| 0     |                         |             |              |
| 14    | Lotte Lie               | +1:24,0     | 0+0+1+0      |
| 15    | Lisa Hauser             | +1:32,4     | 0+0+1+1      |
| 21    | Samuela Comola          | +2:02,9     | 0+0+1+1      |
| 25    | Amy Baserga             | +2:23,7     | 1+0+0+0      |
| 26    | Lena Häcki-Groß         | +2:48,0     | 0+1+1+0      |
| 27    | Anna Gandler            | +3:30,5     | 1+2+0+1      |

Gemeldet und am Start: 30

## Auswirkungen
| Rang | Name                       | Punkte | Siege | Verän- derung |
| ---- | -------------------------- | ------ | ----- | ------------- |
| 1    | Éric Perrot                | 165    | 1     |               |
| 2    | Sturla Holm Lægreid        | 164    | 0     |               |
| 3    | Johannes Thingnes Bø       | 159    | 0     |               |
| 4    | Émilien Jacquelin          | 144    | 1     |               |
| 5    | Quentin Fillon Maillet     | 136    | 0     |               |
| 6    | Endre Strømsheim           | 131    | 1     |               |
| 7    | Vetle Sjåstad Christiansen | 120    | 0     |               |
| 8    | Sebastian Samuelsson       | 108    | 0     |               |
| 9    | Philipp Nawrath            | 108    | 0     |               |
| 10   | Tarjei Bø                  | 94     | 0     |               |

| Rang | Name             | Punkte | Siege | Verän- derung |
| ---- | ---------------- | ------ | ----- | ------------- |
| 1    | Elvira Öberg     | 230    | 1     |               |
| 2    | Franziska Preuß  | 170    | 0     |               |
| 3    | Lou Jeanmonnot   | 151    | 1     |               |
| 4    | Markéta Davidová | 132    | 1     |               |
| 5    | Suvi Minkkinen   | 126    | 0     |               |
| 6    | Ella Halvarsson  | 114    | 0     |               |
| 7    | Lisa Hauser      | 108    | 0     |               |
| 8    | Sara Andersson   | 98     | 0     |               |
| 9    | Océane Michelon  | 96     | 0     |               |
| 10   | Julia Tannheimer | 95     | 0     |               |

## Debütanten
Folgende Athleten nahmen zum ersten Mal an einem Biathlon-Weltcup teil. Dabei kann es sich sowohl um Individualrennen, als auch um Staffelrennen handeln.
| Männer             | Frauen          |
| ------------------ | --------------- |
| Mark-Markos Kehva  | Pascale Paradis |
| Yaroslav Neverov   | Shilo Rousseau  |
| ( Haldan Borglum)  | Gro Randby      |
| Daniel Gilfillan   |                 |
| Fredrik Mühlbacher |                 |
| Jakub Borguľa      |                 |

Borglum hatte bereits an den Biathlon-Weltmeisterschaften 2024 teilgenommen.